# Redd Kross
Inspirada muito pelos temas de cereais matinais [jingles e propagandas] e por programas infantis, assim como pelo velho rock & roll, a banda cult e punk-pop Redd Kross foi a concepção final dos irmãos Steven e Jeff McDonald, nascidos em Hawthorne, subúrbio de Los Angeles (também a terra natal dos Beach Boys). Ambos começaram a tocar instrumentos juntos e na época da puberdade. Steve (baixo) e Jeff (vocal), com 11 e 15 anos, respectivamente, formaram sua primeira banda, The Tourists, em 1978. Foram estimulados pelo som que ouviam em clubes locais, como o Roxy ou o Whiskey-a-Go-Go.

## História
Após fechar o grupo com os colegas de escola Greg Hetson (guitarra) e Ron Rayes (baterista), os Tourists fizeram seu primeiro show, abrindo para o Black Flag. A banda mudou o nome para Red Cross, e lançou seu primeiro EP em 1980. Depois do afastamento de Hetson e Reyes da Banda (que foram para o Circle Jerks e Black Flag, respectivamente), os irmãos McDonald contaram com a ajuda de vários músicos do underground para a gravação do disco Born Innocent, de 1981, trabalho que mixou a obsessão dos irmãos pela cultura pop com a música, notada em faixas como "Linda Blair" e "Charlie" (sobre Charles Manson, que criou a música "Cease to Exist", canção que o Red Cross também incluiu em seu disco).
Após o lançamento do álbum, a banda foi ameaçada com um processo executado pela própria Cruz Vermelha Internacional (International Red Cross); o grupo portanto mudou o nome para Redd Kross e em 1984 lançou Teen Babes from Monsanto, uma coletânea de covers de vários artistas, como David Bowie, Rolling Stones e The Shangri-Las. Naquele ano, a banda fez a trilha sonora para o filme B Desperate Teenage Lovedolls, que incluia o cover transcendental de "It's A (Sunshine Day)", da banda Brady Bunch.
Em 1987, com o guitarrista Robert Hecker e o baterista Roy McDonald (sem grau de parentesco com os irmãos), o álbum Neurotica foi lançado. Canções como "Frosted Flake", "The Ballad of Tatum O'Tot and the Fried Vegetables" e "Janus, Jeanie & George Harrison" catapultaram a banda para fora do underground; pouco depois do álbum ser lançado, entretanto, o selo Big Time fechou, e uma briga na justiça impediu que o Redd Kross lançasse qualquer material sob esse nome durante um período de três anos.

## The Tater Totz
Os irmãos McDonald, juntamente com Michael Quercio, da banda Three O'Clock, e Danny Bonaduce, membro do Patridge Family, fizeram um projeto paralelo chamado The Tater Totz, e lançaram o disco Alien Sleestaks From Brazil, em 1989 - o título era uma acenação para os filhos de Sid e Marty Krofft, do seriado Land of the Lost. O LP era uma coletânea de covers satíricos e surrerais, e trazia versões de, por exemplo, "Give Peace a Chance" (John Lennon), "We Will Rock You" (Queen) e "Don't Worry Kyoko", de Yoko Ono. No mesmo ano, outro trabalho do Tater Totz saía: se tratava de Sgt. Shonen's Exploding Plastic Eastman Band Mono! Stereo, gravado com o ex-Runaway Cherie Currie e o futuro membro do Nirvana e Foo Fighters Pat Smear. Os McDonalds também se voltaram a outro projeto lateral, Anarchy 6, para o tributo mock punk Hardcore Lives!.
Finalmente, em 1990, o Redd Kross assinou com o selo Atlantic, lançando o surpreendente Third Eye. Depois de uma aparição no filme brega Spirit of 76, de 1991, a banda lançou vários singles antes do álbum Phaseshifter, de 1993, ampliado musicalmente pelo guitarrista Eddie Kurdziel, a tecladista Gere Fennely e o baterista Brian Reitzell. Com a exceção de Fennelly, o Redd Kross retornou às atividades em 2004 com o disco Show World, mas continuou sem subir aos palcos - a última apresentação havia sido em 1996.

## Hoje
Em primeiro de julho de 2006, o Redd Kross quebra o jejum de dez anos e faz um concerto no REDCAT (Roy and Edna Disney / Cal Arts Theater), no Disney Hall em Los Angeles. A formação tinha os irmãos McDonald, Robert Hecker e Roy McDonald. A banda tocou os clássicos e introduziu um novo material para um público de grande ovação. Mais além, o grupo marcou novos shows para a América do Norte e Europa.